# Willie Brown (Footballspieler)
William „Willie“ Ferdie Brown (* 2. Dezember 1940 in Yazoo City, Mississippi; † 22. Oktober 2019 in Tracy, Kalifornien) war ein US-amerikanischer American-Football-Spieler in der American Football League (AFL) und in der National Football League (NFL). Er spielte als Cornerback bei den Denver Broncos und den Oakland Raiders.
Er gewann mit den Raiders den Super Bowl XI und später als Assistenztrainer der Raiders noch den Super Bowl XV und den Super Bowl XVIII. Brown wurde 1984 in die Pro Football Hall of Fame aufgenommen.

## Spieler
Willie Brown studierte an der Grambling State University. Nach seinem Studium wurde er von den Houston Oilers verpflichtet. Das Team entließ ihn noch während eines Trainingslagers. Brown erhielt daraufhin von den Denver Broncos ein Vertragsangebot. Er spielte für die Mannschaft aus Denver als Cornerback. Nachdem er zunächst lediglich Ersatzspieler auf dieser Position war, wurde er nach sechs Spieltagen in der Saison 1963 als Starter eingesetzt. Die Mannschaft blieb in diesem Jahr erfolglos. Auch nachdem Mac Speedie im Laufe der Saison 1964 das Traineramt bei der Mannschaft aus Colorado übernommen hatte, konnte sich die Mannschaft nicht steigern. Ein Titelgewinn gelang Brown mit den Broncos nicht. Vor der Saison gab ihn das Team an die von John Rauch trainierten Oakland Raiders ab.
1967 konnten die Raiders 13 von 14 Spielen in der American Football League gewinnen. Mit diesem Ergebnis zogen sie in das AFL-Endspiel gegen die Houston Oilers ein. Die Oilers unterlagen mit 7:40, wobei Brown in dem Spiel einen Pass des gegnerischen Quarterbacks abfangen konnte. Durch den Sieg qualifizierten sich die Raiders für das „AFL-NFL Championship Game“, welches später in Super Bowl II umbenannt wurde. Gegner im Super Bowl waren die von Vince Lombardi trainierten Green Bay Packers, die sich mit 33:14 gegen die Raiders durchsetzten.
In der Saison 1968 zogen die Raiders in die Play-offs ein, wo sie im Divisional-Play-off-Spiel auf die Kansas City Chiefs trafen. Brown erzielte gegen Quarterback Len Dawson eine Interception, die Raiders gewannen die Auseinandersetzung mit 41:6. Der Sieg bedeutete den erneuten Einzug in das AFL-Endspiel, dort unterlagen die Raiders aber den von Weeb Ewbank trainierten New York Jets mit 23:27.
Im Jahr 1969 übernahm John Madden das Traineramt bei den Raiders. Das Team aus Oakland gewann in dieser Spielrunde in der Regular Season zwölf von 14 Spielen. In den Play-offs trafen sie zunächst auf die Houston Oilers, die bei ihrer 7:56-Niederlage ohne Chancen blieben. Brown gelang erneut eine Interception. Gegner im folgenden AFL-Endspiel waren die von Hank Stram betreuten Kansas City Chiefs, die mit 17:7 die Oberhand behielten.
Auch in den Jahren 1970, 1973, 1974 und 1975 wurde Willie Brown und seinen Raiders der Einzug in den Super Bowl verwehrt. 1970 spielten die Raiders in den Play-offs gegen die Miami Dolphins. Das Team von Don Shula bezog dabei eine 14:21-Niederlage gegen die Raiders, wobei Brown eine Interception von Bob Griese zum vorentscheidenden Touchdown für seine Mannschaft verwerten konnte. Im ersten AFC Championship Game unterlag die Mannschaft aus Oakland dann den Baltimore Colts mit 17:27.
Auch 1973 konnte sich Brown in die Rekordbücher der NFL eintragen. Im Play-off-Spiel gegen die Pittsburgh Steelers fing er einen Pass von Terry Bradshaw und erzielte damit einen Touchdown. Dem Sieg gegen die Steelers folgte allerdings eine 10:27-Endspielniederlage gegen die Miami Dolphins, wobei Brown erneut eine Interception gelang.
1974 und 1975 mussten sich die Raiders den Pittsburgh Steelers jeweils im AFC Championship Game mit 13:24 und 10:16 geschlagen geben.
Die Serie von Endspielniederlagen endete für Brown im Jahr 1976. Das Team hatte in der Regular Season lediglich eines von 14 Spielen verloren und zog mit diesem Ergebnis in die Play-offs ein. Gegner im Divisional-Play-off-Spiel waren die New England Patriots, die knapp mit 24:21 besiegt wurden. Im AFC Championship Game traf die Mannschaft von John Madden erneut auf die von Chuck Noll betreuten Steelers. Der Mannschaft der Raiders um Gene Upshaw, Ken Stabler, Dave Casper und Willie Brown gelang die Revanche für die beiden vorhergehenden Endspielniederlagen und sie gewann mit 24:7. Die Kontrahenten im folgenden Super Bowl XI waren die Minnesota Vikings. Brown konnte erneut seine Qualitäten als Cornerback unter Beweis stellen. Er fing einen Pass von Fran Tarkenton ab und trug den Ball über eine Strecke von 75 Yards zu einem Touchdown in die Endzone der Vikings. Die zurückgelegte Strecke von 75 Yards war bis zum Super Bowl XLIII der längste in einem Super Bowl durch eine Interception erzielte Raumgewinn. Das Team aus Minnesota ging mit einer 14:32-Niederlage vom Platz.
1977 konnten die Raiders ihren Titel nicht verteidigen. Sie trafen im AFC Championship Game auf die Denver Broncos und verließen mit einer 17:20-Niederlage das Spielfeld.
Willie Brown beendete nach der Saison 1978 seine Spielerlaufbahn. Er erzielte während der Regular Season für die Oakland Raiders 39 Interceptions und liegt damit auf der vereinsinternen Rekordliste immer noch (Stand 2014) auf Platz 1 – seit 1986 zusammen mit Lester Hayes.

## Trainer
John Madden verließ nach der Saison 1978 die Raiders und wurde durch Tom Flores ersetzt. Brown wurde dessen Assistenztrainer und war für die Defensive Backs verantwortlich. In dieser Funktion gewann er mit seinem Team den XV und den XVIII. Im Super Bowl XV konnten die von ihm betreuten Defensive Backs drei Interceptions gegen Quarterback Ron Jaworski erzielen. Die von diesem angeführten Philadelphia Eagles verloren das Spiel mit 10:27. Auch der Quarterback der Washington Redskins, Joe Theismann, warf im Super Bowl XVIII zwei Interceptions zu Mike Haynes und Jack Squirek. Squirek gelang mit dem gefangenen Ball ein Lauf über 5 Yards in die Endzone der Redskins. Diese verloren schließlich mit 9:38. Nach der Spielrunde 1988 verließ Brown die Raiders, kehrte aber 1995 zum Verein zurück. Er war bis zu seinem Tod im Oktober 2019 in der Organisation der Oakland Raiders tätig.

## Ehrungen
Willie Brown spielte neunmal im Pro Bowl oder im AFL All-Star Game, dem Abschlussspiel der besten Spieler einer Saison. Er wurde elfmal zum All-Pro gewählt. Er ist Mitglied im AFL All-Time Team, im NFL 1970s All-Decade Team, in der Pro Football Hall of Fame, in der Mississippi Sports Hall of Fame, in der Bay Area Sports Hall of Fame und in der African-American Ethnic Sports Hall of Fame, sowie in der Louisiana Sports Hall of Fame.